# Región de La Mé
La Mé es una de las treinta y una regiones de Costa de Marfil. En mayo de 2014 tenía una población censada de 514 700 habitantes. Está formada por los siguientes departamentos, que se muestran igualmente con población de mayo de 2014:
- Adzopé 193,518
- Akoupé 119,028
- Alépé 125,877
- Yakassé-Attobrou 76,277[1]